# Frankfurter FV
Der Frankfurter Fußballverein (Kickers-Victoria) von 1899, kurz Frankfurter FV, war ein Fußballverein, der im Jahr 1911 durch die Fusion der Frankfurter Pioniervereine Frankfurter FC Victoria 1899 und Frankfurter Kickers entstanden ist und 1920 in der Frankfurter Eintracht aufging. Er spielte in den neun Jahren seines Bestehens eine wichtige Rolle im Nordkreis des Süddeutschen Fußball-Verbandes, und in dieser Zeit wurden auch wichtige Fundamente für die Weiterentwicklung des späteren Fusionsvereins Eintracht gelegt.

## Geschichte

### Vorläufervereine „Victoria“ und „Kickers“
Die beiden Vereine FFC Victoria und FVF Kickers waren neben weiteren Fußballvereinen 1899 entstanden und kämpften Anfang des 20. Jahrhunderts um die Vorherrschaft im Nordkreis des Süddeutschen Fußballverbandes. Nach anfänglichen Erfolgen waren beide allmählich ins Hintertreffen geraten. Mit dem FSV Frankfurt war im Stadtteil Bornheim ein lokaler Konkurrent entstanden, der beiden Vereinen sowohl in Bezug auf die Mitgliederzahl als auch in sportlicher Hinsicht allmählich den Rang abgelaufen hatte, und in der obersten Spielklasse fanden sich beide in den Spielzeiten 1908/09 und 1909/10 nur noch im Mittelfeld wieder.

### Spielbetrieb und Entwicklung
So entschloss man sich auf Mitgliederversammlungen der Victoria und der Kickers im April 1911 jeweils mit großer Mehrheit zum Zusammenschluss, und am 7. Mai, eine Woche vor dem offiziellen Fusionstermin trat man erstmals gemeinsam in einem Freundschaftsspiel gegen den Freiburger FC (2:0) an. In der Nordkreisliga wurde man 1911/12 auf Anhieb Nordkreismeister, scheiterte allerdings in der sich anschließenden Endrunde um die süddeutsche Meisterschaft deutlich. Die Sommerpause 1912 stand ganz im Zeichen des Umzugs an die Roseggerstraße. Der Fußballverein verfügte hier nun über eine moderne Sportanlage mit Fußballplatz mit Tribüne und Aschenlaufbahn sowie Reservefeldern und Vereinsheim. Der neue Platz wurde am 8. September 1912 mit einem Spiel gegen Quick Den Haag (2:2) eingeweiht. Das alte Victoria-Gelände an der Eschersheimer Landstraße wurde weiterhin von den Reservemannschaften genutzt. In den Spielzeiten 1912/13 und 1913/14 verteidigte der Frankfurter FV jeweils souverän den Nordkreis-Titel, und in der süddeutschen Endrunde gab die Mannschaft eine deutlich bessere Figur ab als im Debütjahr und scheiterte lediglich an den Stuttgarter Kickers (1913) bzw. dem späteren Deutschen Meister SpVgg. Fürth (1914). 1913 hätte im letzten Spiel bei den Kickers ein Unentschieden genügt, um erstmals die süddeutsche Krone in den Nordkreis zu holen, doch die Begegnung endete 0:1.
Nachdem sich 1913 der Frankfurter Turnsportverein dem Fußball-Verein angeschlossen hatte, war die Bandbreite der im Verein betriebenen Sportarten sowie die Anzahl der Mitglieder noch einmal deutlich angewachsen. Über 800 Mitglieder zählte der Verein nun, zwölf aktive Fußballmannschaften, zwei Hockey- und eine Cricketmannschaft sowie eine Fechtriege und rund 100 aktive Leichtathleten. Im Gegensatz zu den Frankfurter Nordkreis-Konkurrenten aus Bockenheim (FV Amicitia und 1902, Vorläufer des späteren SC Rot-Weiß), Bornheim (FSV Frankfurt) oder dem Gallusviertel (FC Britannia, dem späteren FFV Sportfreunde 04) war der Frankfurter FV kein Stadtteilverein, seine soziale Homogenität bestand vielmehr darin, dass seine Mitglieder vorwiegend aus dem gehobenen Bürgertum und dem akademischen Umfeld kamen, was sich insbesondere auch in der Pflege von Prestigesportarten wie Hockey oder Cricket ausdrückte.
Der Ausbruch des Ersten Weltkrieges im Sommer 1914 unterbrach den Spielbetrieb zunächst, insofern die Meisterschaftsrunden bis Frühjahr 1915 ausgesetzt wurden. Es fanden lediglich einige Privatspiele, teilweise in Form von Kriegsrunden, statt, deren Einnahmen häufig Kriegswohlfahrtszwecken zugeführt wurden. Nachdem sich abzeichnete, dass sich der Krieg länger hinziehen würde als zunächst erwartet, wurde 1915 wieder mit der Aufnahme von Meisterschaftsspielen auf Gauebene begonnen. Der Fußballverein gewann im Herbst 1915 durch ein 4:1 im Endspiel über Viktoria Neu-Isenburg unangefochten die Bezirks- und im Februar 1916 auch die Gaumeisterschaft. Am 26. März 1916 begann im Südmaingau eine Verbandsrunde um den „Eisernen Fußball“, die der FFV ebenfalls für sich entscheiden konnte, im Entscheidungsspiel um die Nordkreismeisterschaft unterlag man allerdings Hanau 93 mit 1:3.
Die Aufstellung einer schlagkräftigen Mannschaft war bis zu diesem Zeitpunkt immer schwieriger geworden, durch die Einberufung der jüngeren Jahrgänge stand inzwischen ein Großteil der Mannschaft im Felde, und die Lage spitzte sich durch Urlaubssperren sowie Einschränkungen im Verkehr weiter zu. Das sportliche Abschneiden geriet aber ohnehin immer mehr zur Nebensache, Hiobsbotschaften über an der Front gefallene Mitglieder und die immer schlechter werdende Versorgungslage der Bevölkerung rückten in den Vordergrund. Immerhin boten Fußballspiele eine willkommene Abwechslung. Im Frühjahr 1917 sicherte sich der FSV Frankfurt die lokale Meisterschaft, in der Herbstrunde verlor der Frankfurter FV zwar beide Spiele gegen den FSV, konnte aber den Südmaingautitel dennoch gewinnen. Überregionale Meisterschaftsrunden wurden weiterhin nur bis zur Nordkreisebene ausgespielt, hier war die Mannschaft aber chancenlos.
In der ersten Nachkriegssaison 1918/19 nahm man an der Runde der neuen „Kreisliga Nordmain“ teil und belegte am Saisonende mit 22-2 Punkten punktgleich mit dem FSV Frankfurt Platz 1. In zwei Entscheidungsspielen, die beide in die Verlängerung gingen, rang man den Lokalrivalen schließlich nieder. Die Folgesaison konnte der FFV mit zwei Punkten Vorsprung vor dem FSV abschließen, in der sich anschließenden süddeutschen Endrunde reichte es aber nur zu einem dritten Platz hinter Kickers Offenbach und Waldhof Mannheim.

### Fusion zur Frankfurter TuSG Eintracht
Im Frühjahr 1920 schloss sich der Frankfurter FV mit der Frankfurter Turngemeinde von 1861 zusammen. Der alte Vereinsname Frankfurter FV blieb noch Jahrzehnte offizieller Bestandteil des neuen Vereines. Nach der Fusion 1920 hieß der Verein Frankfurter Turn- und Sportgemeinde Eintracht (F.F.V.) von 1861, nach der Trennung von den Turnern im Jahr 1927 bis zum Jahr 1969 Frankfurter Sportgemeinde Eintracht (F.F.V.) von 1899.
Am 1. September 1920 nahm man mit einem Freundschaftsspiel gegen Malmö FF Abschied vom Roseggerplatz. Eine Woche später wurde mit einem Festakt die Einweihung der neuen Anlage am Riederwald gefeiert, dem unter anderem auch „Kicker“-Gründer Walther Bensemann beiwohnte, der diesem Ereignis anschließend fast zwei Seiten in seiner noch jungen Zeitschrift widmete. Zum ersten Meisterschaftsheimspiel gegen den alten Konkurrenten Germania 94 fanden sich 7500 Zuschauer am Riederwald ein.